# Малокартинье
Малокартинье — термин, определяющий период примерно с 1943 по 1953 год в советском кинематографе.
Окончание Великой Отечественной войны и первые послевоенные годы для советского киноискусства, как и вся жизнь в стране, были связаны со множеством трудностей. Экономика находилась в труднейшем положении: войной подорваны трудовые ресурсы, шло восстановление разрушенного войной хозяйства, засуха 1946 года дополнительно обострила проблемы с продовольствием, возобновление противостояния с западными странами с необходимостью срочного создания ядерного оружия и средств его доставки.
Предстояла работа по восстановлению нормальной работы в кинопроизводстве. Выпуск кинокартин сильно сократился. Но, несмотря на малое количество кинопроизводства, неожиданно для всех на некоторых авторов кинолент обрушился град критики, обвиняющей их в недостаточном понимании советской действительности. Постановление Центрального комитета ВКП(б) от 4 сентября 1946 года «О кинофильме „Большая жизнь“» ударило по картинам значительных режиссёров тех лет: Леонида Лукова, Сергея Эйзенштейна, Леонида Трауберга.
Историко-биографические фильмы период «малокартинья» практически не затронул. В послевоенные годы видными режиссёрами были сняты следующие фильмы: А. Довженко «Мичурин» (1948), В. Пудовкин «Адмирал Нахимов» (1946), «Жуковский» (1950), Г. Козинцев «Пирогов» (1947), «Белинский» (1951), Г. Рошаль «Академик Иван Павлов» (1949), «Мусоргский» (1950), «Римский-Корсаков» (1953), И. Савченко «Тарас Шевченко» (1951), В. Корш-Саблин «Константин Заслонов» (1949), Н. Санишвили «Давид Гурамишвили» (1946), Камиль Ярматов «Алишер Навои» (1948), Ю. Райзман «Райнис» (1949).
В те же годы был принят ряд постановлений о литературе, кинематографе и театре.
Период малокартинья связан и происходит одновременно с «борьбой с космополитизмом» в литературе и искусстве.
Главной задачей правительства в этот период было добиться от авторов создания в художественных произведениях положительного героя нового общества. Считалось, что в советском обществе не может быть конфликта между героями положительными и отрицательными, а только между хорошими и отличными. Авторам предлагалось замечать «ростки будущего», развивать и укреплять их в своих произведениях, воспитывая тем самым советского зрителя.

## Количество выпущенных фильмов
Количество вышедших во всесоюзный прокат игровых художественных кинофильмов с 1937 по 1957 год
- 1937 — 44
- 1938 — 40
- 1939 — 57 (54 полнометражных и 3 короткометражных)
- 1940 — 47 (41 полнометражный и 6 короткометражный)
- 1941 — 64 (37 полнометражных и 27 короткометражных)
- 1942 — 34 (28 полнометражных и 6 короткометражных)
- 1943 — 23 (19 полнометражных и 4 короткометражных)
- 1944 — 25 (24 полнометражных и 1 короткометражный)
- 1945 — 19 (все полнометражные)
- 1946 — 23 (все полнометражные)
- 1947 — 23 (все полнометражные)
- 1948 — 17 (15 полнометражных и 2 короткометражных)
- 1949 — 18 (все полнометражные)
- 1950 — 13 (12 полнометражных и 1 короткометражный)
- 1951 — 9 (5 спектаклей и 4 полнометражные) — пик малокартинья
- 1952 — 24 (23 полнометражных и 1 короткометражный)
- 1953 — 45 (41 полнометражный и 4 короткометражных) — кинопромышленность СССР вышла на довоенный уровень (1940) производства полнометражных художественных фильмов
- 1954 — 51 (44 полнометражных и 7 короткометражных)
- 1955 — 75 (66 полнометражных и 9 короткометражных)
- 1956 — 104 (98 полнометражных и 6 короткометражных)
- 1957 — 108 (98 полнометражных и 10 короткометражных)